# 安德烈·梅利尼科夫
安德烈·安德烈耶维奇·梅利尼科夫（羅馬化：Andrey Andreyevich Myl'nikov, 1919年2月22日—2012年5月16日）是一位俄罗斯表现主义艺术家。

## 生平
1919年出生于苏联恩格斯城，毕业于列宾美术学院。1956年曾经来中国教学，现在上海梅尔尼科夫美术馆。